# Genet à Chatila
Pour plus de détails, voir Fiche technique et Distribution.
Genet à Chatila est un film franco-suisse réalisé par Richard Dindo et sorti en 2000. Il suit le parcours de l’auteur français Jean Genet au Liban, en Jordanie et en Palestine dans les jours qui suivent les massacres de Sabra et Chatila.

## Synopsis

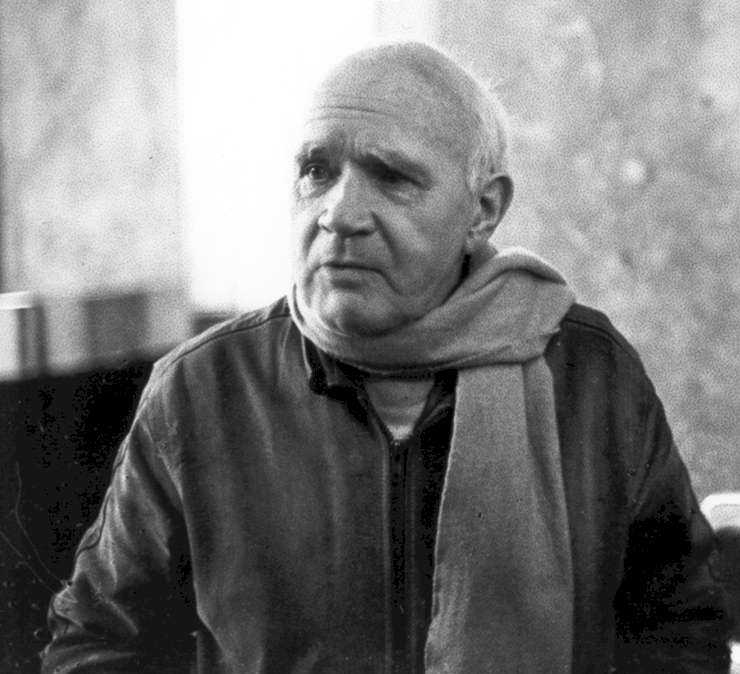
Jean Genet en 1983.

Une jeune Française, d’origine algérienne, lit le livre que Jean Genet a écrit après son voyage au Proche-Orient sur la révolution palestinienne et la perte de la patrie, Un Captif amoureux, et son texte Quatre heures à Chatila, et part sur ses traces à Chatila, Amman et dans la vallée du Jourdain où l’écrivain avait rencontré des feddayins,,,. 
Le film est accompagné par la lecture du Captif amoureux en voix off par Jean-François Stévenin et Mounia Raoui.
Pour le réalisateur Richard Dindo, il s’agit de « la lecture et traduction en images et en sons d’un grand texte peu et mal lu », le Requiem accompagnant tout le film.

## Fiche technique
- Titre original : Genet à Chatila
- Réalisation : Richard Dindo
- Assistante à la réalisation : Sabine Sidawi Hamdan[3]
- Scénario : Richard Dindo, d'après Un Captif amoureux et Quatre heures à Chatila de Jean Genet[2]
- Musique : Requiem de Mozart[3],[4]
- Photographie : Ned ou Neil Burgess[2],[3]
- Son : Henri Maïkoff[2],[3] et Roberto Ceschi[6]
- Mixage : Julien Cloquet[2],[3]
- Montage : Richard Dindo, Georg Janett, Rainer M. Trinkler[2],[3],[6]
- Production déléguée : Serge Lalou[2], Richard Copans[2],[6]
- Sociétés de production : Lea Produktion (Zürich), Les Films d'Ici (Paris)[2],[3] et Robert Boner[3]
- Société(s) de distribution : Filmcoopi Zürich (Suisse)[6],[4], Cara M.[6], RaiSat Cinema World[4]
- Budget :
- Pays de production :  France- Suisse[7],[8]
- Langue originale : français
- Format : couleur, 35 mm[6]
- Genre : documentaire
- Durée : 98 minutes[1],[3], 2706 m[6]
- Dates de sortie :
  - France : 19 avril 2000[1],[2],[6]
- Classification : 12 ans[5]

## Distribution
- Mounia Raoui[3]

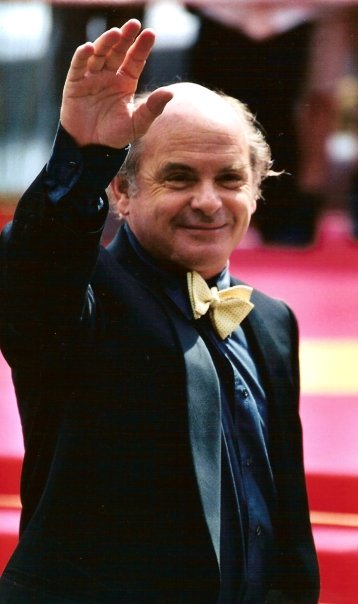
Jean-François Stévenin au festival de Cannes, en 2002.

- Jean-François Stévenin : narration (VF)[3], Klaus Knuth (version allemande)[9]
- Leïla Shahid[3]

## Autour du film
Le film est financé conjointement par EDI, la Ville et le canton de Zurich, la TSR, le CNC, Suissimage, Migros Genossenschaftsbund et le WDR (télévision allemande). Il est produit en 1999.
L’affiche du film est réalisée par Helen Pinkus-Rymann.
Genet à Chatila est présenté au festival de Locarno en 1999, et continue d’être présenté régulièrement dans des festivals de cinéma (une vingtaine de 1999 à 2017). Il reçoit une assez bonne critique de la part des journalistes, le site Allociné relevant une moyenne de 3,1/5 sur 9 avis.
Genet à Chatila est également le titre d’un spectacle d’Alain Milianti, mis en scène en 1991, d’après le texte Quatre Heures à Chatila.

## Récompenses
Genet à Chatila a reçu la mention spéciale du jury FIPESCI au festival de Locarno de 1999,.